# Svensk Lufttrafik
Svensk Lufttrafik AB (SLA, SLAB, Svenska Lufttrafikbolaget) var ett svenskt flygbolag grundat 1919. Bolaget samverkade med Deutsche Luft-Reederei för flygpost. 1921 anlade bolaget Lindarängens flyghamn i Stockholm och inledde reguljär trafik på Reval (Tallinn) med en Junkers F 13 och två Savoia S-16 flygbåtar. Flyghamnen såldes 1923 till Stockholms stad.
Bland företagets piloter räknas flygarässet och sedermera Luftwaffe-chefen Hermann Göring. Göring kom till Sverige sommaren 1919, och engagerade sig i det då nystartade flygbolaget. I augusti erhöll han en svensk licens för passagerarflyg. Under det första halvåret 1920 var han anställd som pilot vid bolaget, och flög den 21 februari greven Eric von Rosen till hans gods Rockelstad där Göring träffade sin blivande svenska fru Carin von Kantzow.
Bolagets verksamhet upphörde och lufthamnen såldes till Stockholms stad 1923.